# Leges Iuliae (18 av. J.-C.)
Pour les articles homonymes, voir Lex Iulia.
 (mars 2023).
Si vous disposez d'ouvrages ou d'articles de référence ou si vous connaissez des sites web de qualité traitant du thème abordé ici, merci de compléter l'article en donnant les références utiles à sa vérifiabilité et en les liant à la section « Notes et références ».
Les lois dites lex Julia de maritandis ordinibus et lex Julia de adulteriis et de pudicitia sont des lois romaines établies en 18 av. J.-C.

## Lex Julia de maritandis ordinibus
Cette loi avait pour but d’encourager les citoyens au mariage, à la procréation et au maintien de la pureté de la race, notamment chez les sénateurs. 
- Elle allège les contraintes liées à la domination paternelle ; elle octroie des privilèges, tandis que les célibataires sont frappés d’incapacité ;
- Elle interdit les unions avec des affranchies ou des femmes de peu de vertu.

La date de la lex Julia de maritandis ordinibus est donnée par Dion Cassius.
On a trouvé en 1890 des traces de cette loi sur une inscription romaine de l'an 737 Ab Urbe condita.

## Lex Julia de adulteriis
La Lex Iulia de adulteriis est une loi relative au mariage, établie par Auguste, vers 18 av. J.-C. en vue de réprimer l’adultère. Elle fait suite à la Lex Iulia de Maritandis Ordinibus qui encourage le mariage tout en l’interdisant entre personnes de différentes classes sociales. 
Sous l’empire romain, l’adultère ne signifie pas la même chose qu’à l’heure actuelle. Il n’y a adultère que si une femme mariée a une relation sexuelle avec un homme autre que son mari légitime. Un homme marié a ainsi le droit de fréquenter d’autres femmes non mariées sans que cela ne lui soit reproché.
L’adultère est, à l’époque, considéré comme un crime grave par les Romains. Les coupables d’adultère sont jugés plus sévèrement que les auteurs de crimes de même importance dans la loi, comme le stuprum (attentat à la pudeur) par exemple. En effet, les conséquences d’un adultère peuvent être plus graves : la femme adultère peut tomber enceinte de son amant et faire ainsi entrer dans la famille un enfant ne descendant pas du père de famille.
Un père prenant sa fille en flagrant délit d’adultère dispose du ius occidentis (droit de tuer) sur sa fille et son amant. Néanmoins, le père de famille doit, soit tuer les deux amants, soit leur laisser la vie sauve. Il ne peut en aucun cas épargner un des amants sans s’exposer à des poursuites judiciaires pour homicide. Dans le cas où le mari prend en flagrant délit sa femme, il n’a pas le droit de la tuer. Mais il est autorisé à tuer l’amant, à la condition que celui-ci ait un rang social moins élevé que celui du mari.
À partir du moment où le père/mari désire ne tuer personne, il a la possibilité de traduire les amants devant la justice. S’il les prend en flagrant délit, il a le droit de retenir l’amant de son épouse sur les lieux pendant 20 heures, le temps de trouver des témoins en vue du procès.
Seuls les hommes ont le droit de porter une accusation d’adultère. Ils doivent répudier leur épouse dans les 60 jours suivant le divorce, avant d’avoir le droit d’accuser leur femme. Le mari ne peut faire de procès aux deux amants en même temps : d’abord l’amant, ensuite l’épouse, s’il le désire et uniquement si l’amant est préalablement déclaré coupable. Le mari ne peut toutefois plus attaquer son ex-femme si, entre-temps,  elle est remariée. Il est interdit pour un Romain de contracter mariage avec une femme ayant été reconnue d’adultère. Si celle-ci est reconnue coupable après son mariage, il a l’obligation de la répudier.

## Lex Julia de  pudicitia
Cette loi vise à réprimer l'impudicité.